# Paul Vittorelli
Paul Vittorelli, též Paul von Vittorelli (9. března 1851 Terst – 20. dubna 1932 Vídeň), byl rakousko-uherský, respektive předlitavský právník, soudce a politik, v roce 1918 poslední ministr spravedlnosti Předlitavska, pak předseda rakouského ústavního soudu.

## Biografie
Studoval právo na Vídeňské univerzitě a na Univerzitě ve Štýrském Hradci. Od roku 1873 působil na obchodním soudu ve Vídni. Byl soudcem ve Vídeňském Novém Městě a ve městě Kirchberg an der Pielach. Podílel se na vzniku exekučního soudu ve Vídni roku 1893, kde působil od roku 1893 jako jeho předseda. V letech 1909–1918 byl prezidentem zemského odvolacího soudu ve Vídni a od roku 1917 byl členem nejvyššího soudu.
Za vlády Heinricha Lammasche se stal posledním ministrem spravedlnosti Předlitavska. Funkci zastával od 25. října 1918 do zániku monarchie 11. listopadu 1918.
V období let 1920–1930 byl předsedou rakouského ústavního soudu.